# Mons, Hérault

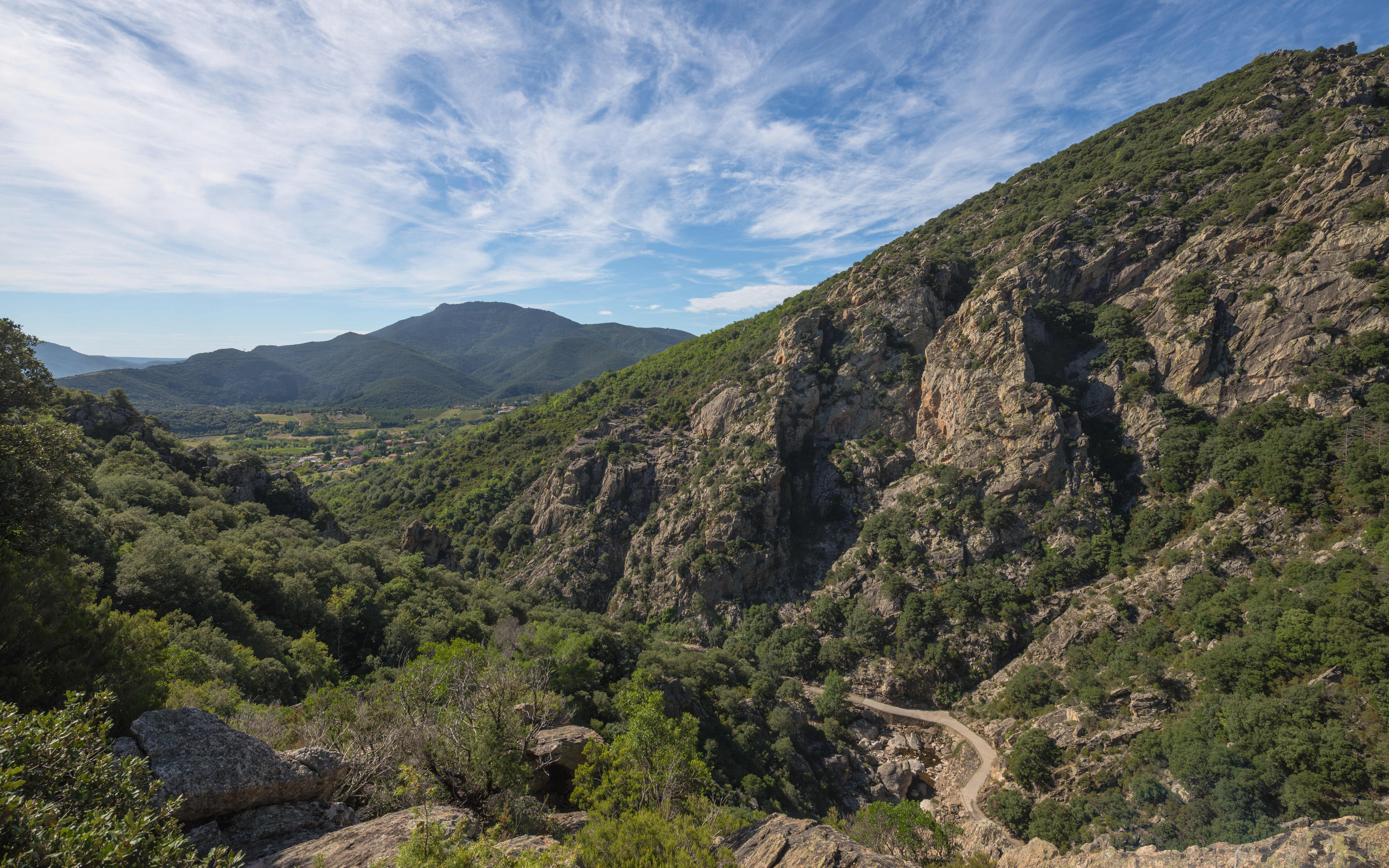

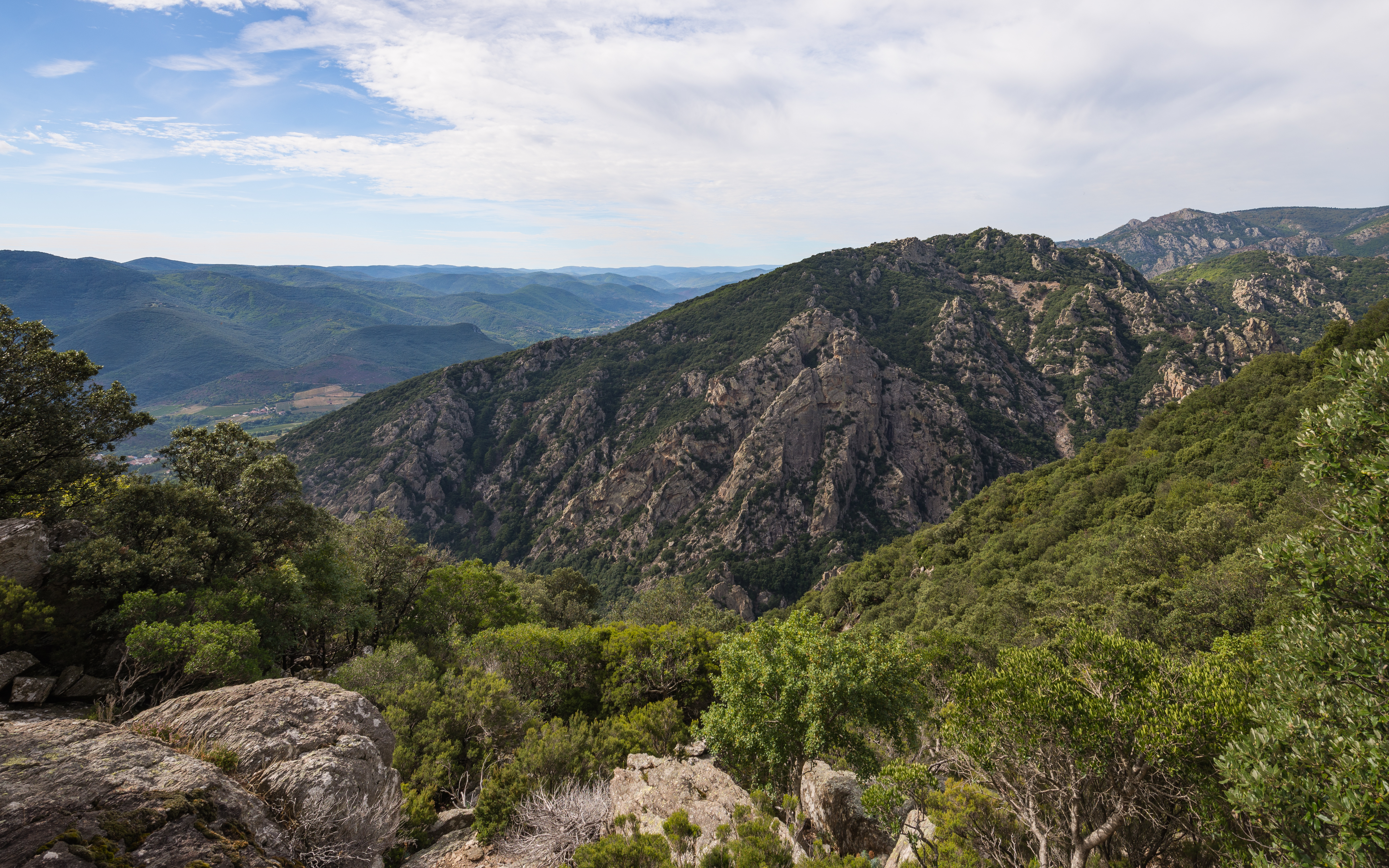

Mons är en kommun i departementet Hérault i regionen Occitanien i södra Frankrike. Kommunen ligger i kantonen Olargues som tillhör arrondissementet Béziers. År 2022 hade Mons 671 invånare.

## Befolkningsutveckling
Antalet invånare i kommunen Mons
Referens:INSEE